# كواز
كواز قرية في مدينة تورينو في المنطقة الإيطالية بيدمونت، تقع على بعد حوالي 30 كيلومترًا (19 ميل) غرب تورين .

## توأمة المدن
- ديكزفيل ، فرنسا